# Chapelle Notre-Dame-de-la-Consolation de Gassin
Pour les articles homonymes, voir Notre-Dame-de-la-Compassion.
La chapelle Notre-Dame-de-la-Consolation de Gassin est une chapelle située dans le Var, sur la commune de Gassin.

## Historique
La chapelle Notre-Dame-de-la-Consolation date de 1090. Elle était autrefois l'église paroissiale de Gassin ; un cimetière se trouvait à proximité. Elle est parfois appelée « Notre-Dame-de-la-Compassion »,.

## Architecture
Cette chapelle de style roman a été construite en pierre. En plan allongé, elle possède un toit à longs pans et une voûte en berceau.

## Utilisation actuelle
Toujours en bon état, elle était utilisée en juillet et en août pour l'organisation de concerts de musique classique.
Une messe y est donnée chaque année à l'occasion de la fête patronale de Gassin, la Saint-Laurent.
Elle est également utilisée en d'autres occasions comme lors de rondes des crèches.
Il existe au départ du village un sentier de randonnée balisé dénommé "Chemin de la chapelle Notre-Dame-de-la-Consolation" et long d'un peu plus de quatre kilomètres.

## Curiosité
Une pierre comportant une inscription latine a été autrefois utilisée comme pied de porte à l'entrée de l'église. Il s'agissait d'une pierre utilisée pour la tombe d'un marin romain de la flotte de Forum Julii.